# Tka7
Tka7 är beteckningen på en serie finländska motortrallor byggda vid VR:s verkstäder i Kuopio 1977–1993. Tka7-motortrallor byggdes sammanlagt 80 stycken och är numrerade 168–247.
Tka7:or finns i bruk hos banunderhållsentreprenören NRC Sverige AB,BDX och hos HST-Metrotrafik. Fordonen är försedda med lyftanordning.

## Externa länkar

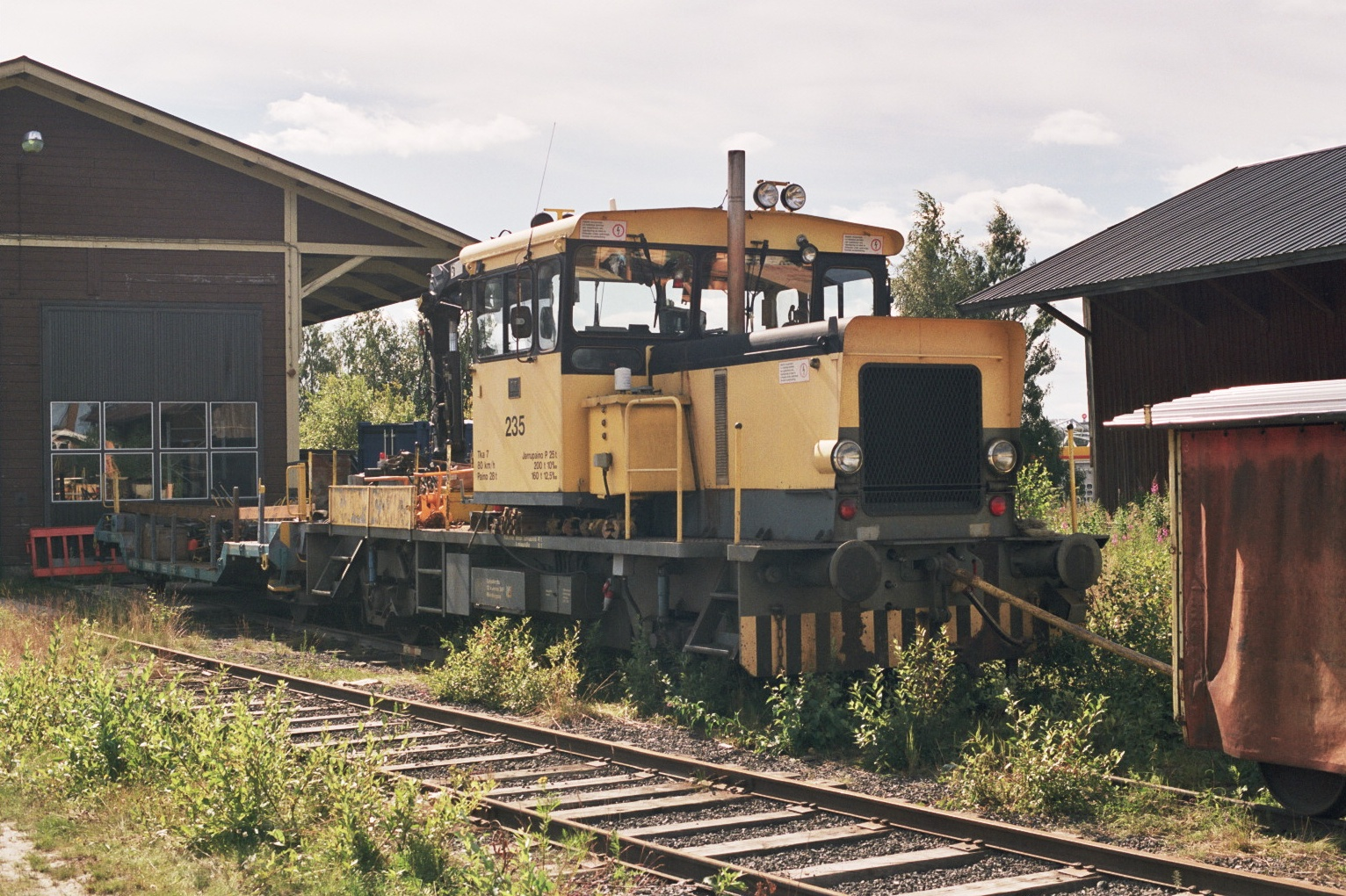
Tka7 235 i Torneå.
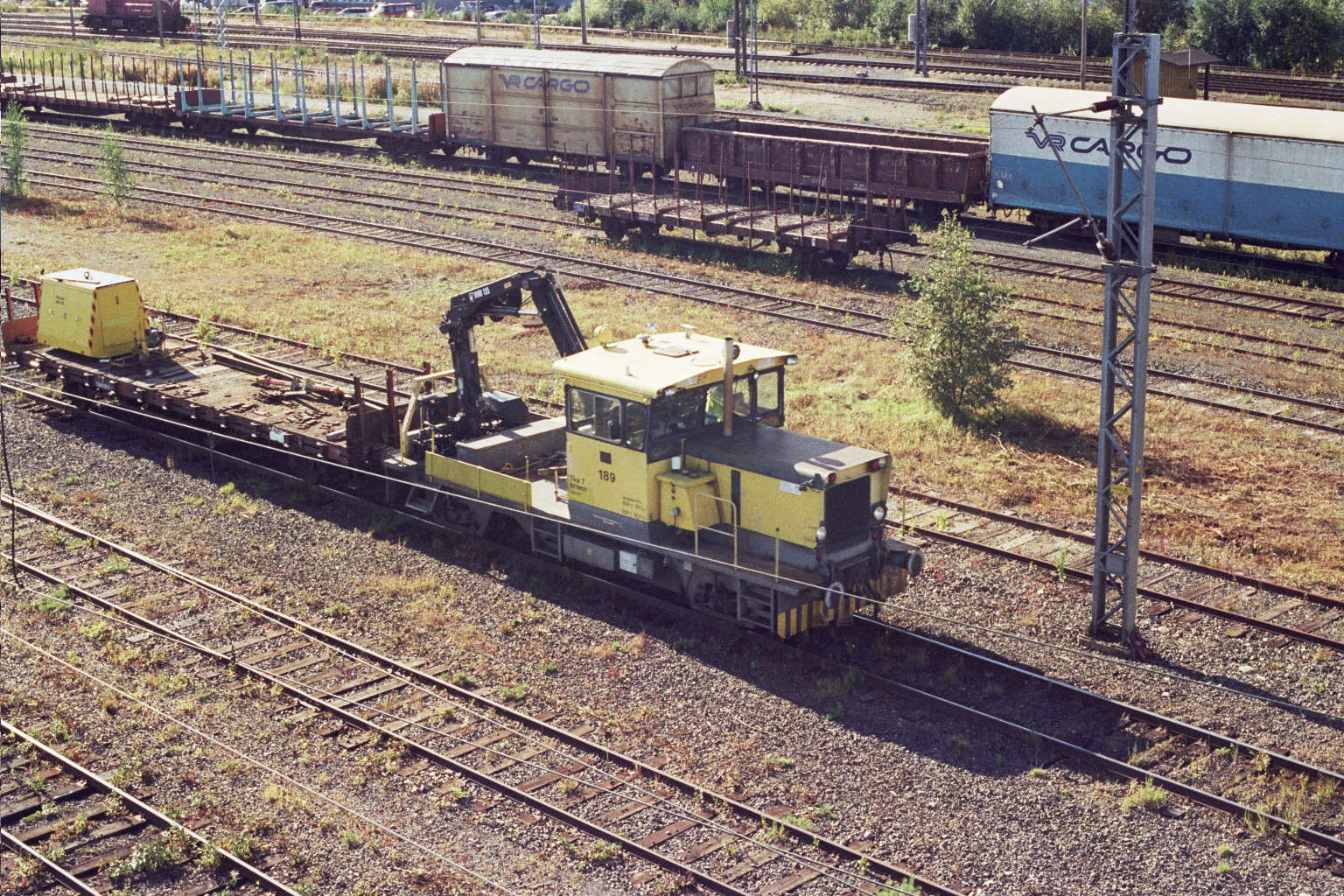
Tka7 189 i Uleåborg.

## Användning i Sverige
Efter att VR Track Ab vunnit banunderhållskontrakt i norra Sverige har ett antal Tka7-individer fått normalspåriga (1 435 mm) hjulsatser för att kunna användas på det kontinentala  järnvägsnätet. De första Tka7:orna togs i bruk i Sverige år 2009.

## Smeknamn
Tekari, Teka.